# Yannick Noah 2000
Yannick Noah 2000 (All Star Tennis 2000) est un jeu vidéo de sport (tennis) développé par Aqua Pacific et édité par Ubi Soft, sorti en 1999 sur Windows, PlayStation et Game Boy Color. Il s'agit de la suite de Yannick Noah All Star Tennis '99
Il tient son nom de l'ancien joueur de tennis français Yannick Noah.

## Système de jeu
Les huit joueurs suivants sont présents dans le jeu, en plus de 24 joueurs fictifs :
- Amélie Mauresmo
- Yannick Noah
- Conchita Martínez
- Lleyton Hewitt
- Todd Martin
- Richard Krajicek
- Gustavo Kuerten
- Barbara Schett

## Accueil
- Consoles + : 78%[1]
- Jeuxvideo.com : 16/20[2]